# Terraformace Venuše

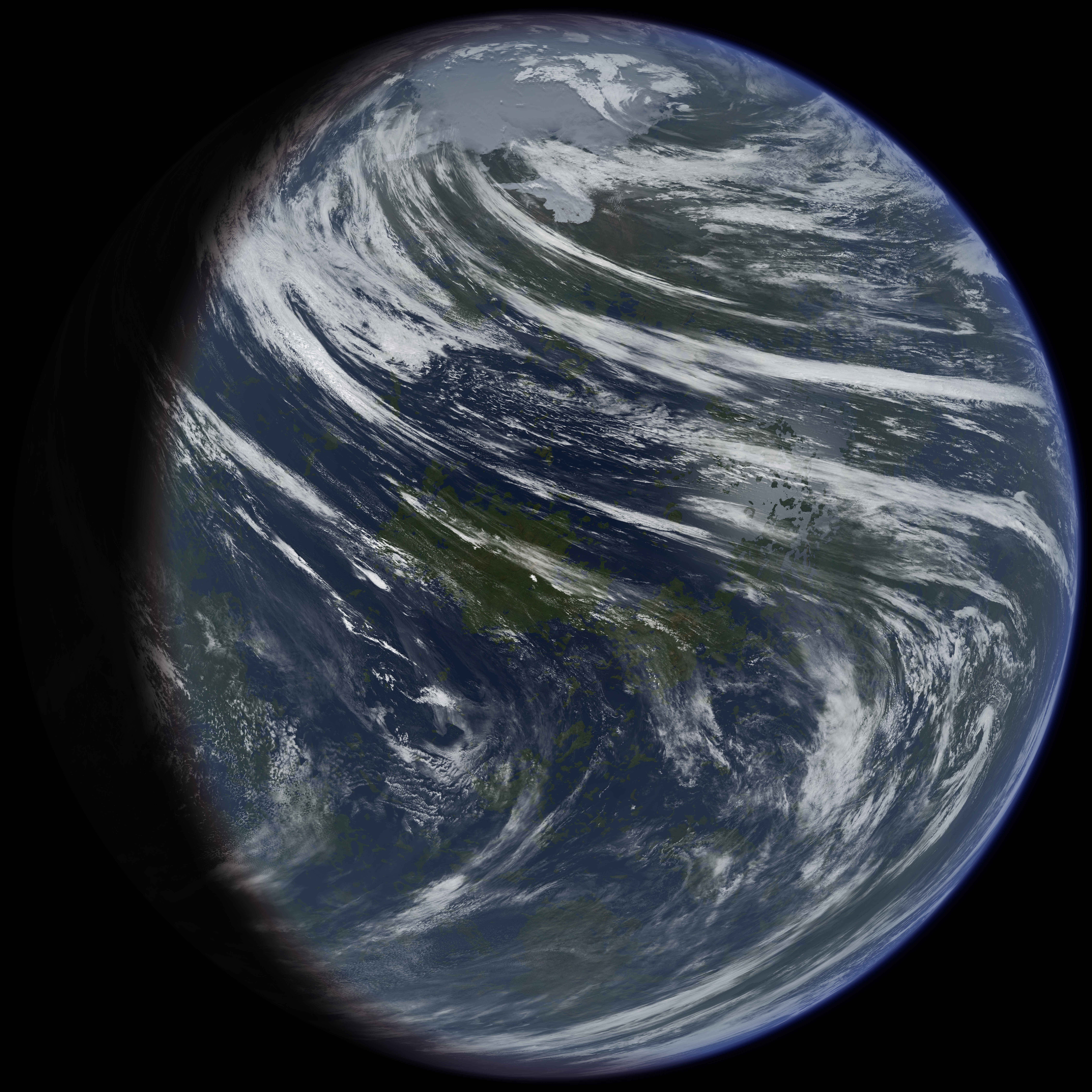
Představa Venuše po terraformaci

Terraformace Venuše je hypotetický proces úpravy celého prostředí planety Venuše takovým způsobem, aby se stala vhodná pro osídlení lidmi. Tento proces poprvé vážně propagoval v roce 1961 astronom Carl Sagan. Úprava současných podmínek na planetě by zahrnovala minimálně tyto tři změny:
- snížení povrchové teploty o 450 °C,
- odstranění většiny husté atmosféry planety tvořené oxidem uhličitým (tlak na povrchu je v současnosti 9 MPa, tj. 90násobek tlaku na Zemi) – a to buď jejím odstraněním nebo převedením na jinou formu,
- dodání kyslíku do atmosféry.

Tyto tři cíle spolu vzájemně souvisí, protože extrémní teplota na Venuši je výsledek skleníkového efektu, za který odpovídá hustá atmosféra tvořená oxidem uhličitým. Navíc by bylo vhodné provést i další dvě změny:
- nastavit cyklus dne a noci tak, aby byl kratší než současný sluneční den na Venuši (nyní odpovídá 116,75 pozemského dne),
- obnovit magnetické pole planety nebo zajistit jinou náhradu jako ochranu před slunečním a kosmickým zářením.

## Sluneční clony

### Umístěné ve vesmíru
Sluneční clony by bylo možné použít ke snížení celkového oslunění a tím i k určitému ochlazení planety. Clona, umístěná do Lagrangeova bodu L1 mezi Venuší a Sluncem, navíc odstíní sluneční vítr a tak řeší problém s vystavením radiaci na povrchu Venuše.
Konstrukce dostatečně velké sluneční clony bude problematická. Clona by musela být 2x větší než je průměr Venuše – pokud by byla umístěna v bodě L1 vzdáleném 1 milión km od planety . Stavba takové clony je možná pouze ve vesmíru. Také by se vyskytl problém, jak tenký film clony udržet kolmo ke slunečním paprskům, protože pod tlakem přicházejícího záření by se z clony stala velká sluneční plachta. Pokud by byla clona umístěna v bodě L1, pak by tlak záření vyvolal sílu působící na osluněné straně a způsobil vychýlení clony z bodu L1.
Jako řešení „problému sluneční plachty“ byly navrženy modifikace clony v bodě L1. Jedna z navrhovaných metod používá polárně obíhající, solárně-synchronizovaná zrcadla, která odráží světlo zpět ke cloně z neosluněné strany Venuše. Tlak fotonů by stlačil pomocná zrcadla na úhel 30 stupňů od osluněné strany.
Paul Birch navrhl  lištový systém zrcadel blízko bodu L1 mezi Venuší a Sluncem. Zrcadlové panely clony by nebyly umístěny kolmo ke slunečním paprskům, ale v úhlu 30 stupňů tak, že odražené světlo by zasáhlo další panel a eliminoval se tím tlak fotonů. Každá následující řada panelů by byla o +/- 1 stupeň od 30stupňového odrazového úhlu, čímž by se odražené světlo odchýlilo o 4 stupně od Venuše.
Sluneční clony by také mohly sloužit jako zdroje energie. Techniky vytváření slunečních clon ve vesmíru, a obecně tenkých solárních plachet, jsou zatím na počátku vývoje. Jejich velké rozměry vyžadují množství materiálu, které o několik řádů převyšuje hmotnost největšího objektu, který kdy byl dopraven do vesmíru nebo ve vesmíru zkonstruován.

### Atmosférické nebo povrchové
K ochlazení by také bylo možno použít reflexní objekty umístěné v atmosféře nebo na povrchu. Clonu by mohly vytvořit reflexní balóny vznášející se v horních vrstvách atmosféry. Množství i rozměry balónů by musely být velké. Geoffrey A. Landis navrhoval , že v případě postavení dostatečného počtu vznášejících se měst-balónů by se vytvořil kolem planety sluneční štít a současně by je bylo možné využít ke zpracování atmosféry do vhodnější formy. Tím by se zkombinovaly teorie slunečního štítu a teorie úpravy atmosféry a zároveň by se vytvořily podmínky pro okamžité osídlení v atmosféře Venuše.
Pokud by se balóny konstruovaly z uhlíkových nanotrubic (nedávno vyrobené ve formě plachty) nebo z grafenu, pak by se základní stavební materiály daly získat z oxidu uhličitého odebíraného z okolní atmosféry. Nedávno syntetizovaný amorfní oxid uhličitý by se mohl také osvědčit jako vhodný konstrukční materiál, pokud by se převedl do stabilního stavu, zřejmě ve směsi s obyčejným křemenným sklem. Podle analýzy, kterou provedl Paul Birch, by tyto kolonie a na nich produkované materiály přinesly okamžitý ekonomický zisk a podporu pro další pokusy o terraformaci.
Zvýšení albeda planety, rozmístěním bílého nebo reflexního materiálu na povrchu, by také pomohlo při ochlazování atmosféry. Bylo by třeba ohromné množství materiálu, který by musel být rozmístěn jen tam, kde už byla atmosféra upravena, protože povrch Venuše je nyní kompletně zakryt mraky.
Výhody atmosférických a povrchových ochlazovacích řešení spočívají v tom, že jsou založeny na existujících technologiích. Nevýhodou je, že Venuše již má vysoce reflexní mraky (její výsledné albedo je 0,65), takže jakýkoli přístup by musel být výrazně efektivnější, aby se dosáhlo změny.

## Odstranění husté atmosféry z oxidu uhličitého

### Biologický přístup
Metoda, kterou navrhl v roce 1961 Carl Sagan, zahrnuje použití geneticky upravených baktérií pro fixaci oxidu uhličitého do organických sloučenin. Ačkoliv se tato metoda stále běžně navrhuje během diskuzí o terraformingu Venuše, ukázaly pozdější objevy, že by nebyla úspěšná. Produkce organických molekul z oxidu uhličitého totiž vyžaduje zdroj vodíku, který je na Zemi získáván z velké zásoby vody, ale ta nyní na Venuši téměř neexistuje. Protože Venuše nemá magnetické pole, eroduje vrchní část atmosféry působením slunečního větru a většina původního vodíku se ztratila ve vesmíru.
Navíc by se jakýkoli uhlík, vázaný v organických sloučeninách, rychle přeměnil zpět na oxid uhličitý působením horkého prostředí na povrchu. Venuše se nezačne ochlazovat, dokud nebude většina oxidu uhličitého odstraněna.
O 23 let později v knize Pale Blue Dot, Sagan přiznal, že jeho původní návrh na terraforming by nefungoval, protože atmosféra Venuše je daleko hustší než bylo známo v roce 1961.

Vznášející se kolonie by mohly postupně transformovat atmosféru Venuše: např. jejich odrazivost by mohla změnit celkové albedo Venuše. Na koloniích by se také mohly pěstovat rostliny (pokud by se dovážela voda nebo jiný zdroj vodíku), které by postupně spotřebovávaly přítomný oxid uhličitý. Ale takových kolonií by bylo třeba ohromné množství a také ohromná množství dodaného vodíku, aby to mělo významný dopad na atmosféru, ve které se množství uhlíku odhaduje na 1.2×1020 kg.

### Dodání vodíku
Bombardování Venuše vodíkem, získaného zřejmě ze zdroje ve vnější části sluneční soustavy, a jeho reakce s oxidem uhličitým by vedla ke vzniku elementárního uhlíku (grafit) a vody podle Boschovy reakce.
K úpravě celé atmosféry Venuše by bylo třeba až 4×1019 kg vodíku (ztráty vodíku způsobené slunečním větrem nebudou zřejmě významné vzhledem k celkové době terraformace). Díky relativně plochému povrchu by vzniklá voda pokryla asi 80% jeho plochy (na Zemi voda pokrývá 70% plochy), třebaže by to představovalo stěží 10% z množství vody přítomné na Zemi.

### Zachycení v uhličitanech
Bombardování Venuše hořečnatým a vápenatým oxidem by mohlo vést k zachycení oxidu uhličitého ve formě vápenatých a hořečnatých uhličitanů. Bylo by třeba asi 8×1020 kg oxidu vápenatého nebo 5×1020 kg oxidu hořečnatého.
8×1020 kg je asi trojnásobek hmoty asteroidu 4 Vesta (530 km v průměru).
Modelování vývoje atmosféry Venuše, které provedl Mark Bullock , naznačuje, že minerály přítomné na povrchu, zejména vápenaté a hořečnaté oxidy, mohou sloužit jako lapač oxidu uhličitého a oxidu siřičitého. Pokud by byla atmosféra vystavena jejich působení, planeta by se částečně ochladila a atmosférický tlak poklesl. Jeden z možných konečných stavů, které modeloval Bullock, byl tlak 43 barů a povrchová teplota 400 K.

### Přímé zkapalnění a oddělení
Paul Birch navrhoval použití sluneční clony k ochlazení Venuše až na teplotu 304 K (kritický bod oxidu uhličitého), kdy začne pršet kapalný CO2 a tlak poklesne o přibližně 20 barů až na 73.8 baru (kritický tlak), při kterém může ochlazování pokračovat. Kapalný oxid uhličitý bude mezitím v nížinách vytvářet jezera a teplota i tlak budou dále klesat. Po dosažení teploty 216.85 K (trojný bod oxidu uhličitého) a tlaku 5 barů začnou jezera mrznout (vzniká suchý led). Poté, co jezera zmrznou, bude teplota dále klesat a zbylý oxid uhličitý spadne ve formě sněhu. Při teplotě asi 192 K zůstane v atmosféře pouze malé množství C02 o tlaku 0,8 baru a dusík o tlaku 2 bary. Celková doba ochlazování se odhaduje na 90 až 200 let.
Při této nebo nižší teplotě atmosférický oxid uhličitý zmrzne a jako suchý led se začne ukládat na povrchu. Poté by se zmrzlý CO2 musel zakopat a působením tlaku hornin udržován v tomto stavu nebo by musel být odvezen z planety. Po dokončení procesu by mohla být sluneční clona odstraněna, aby se planeta znovu zahřála na vhodnou teplotu. Stále by bylo třeba zajistit zdroj vodíku nebo vody a část zbývající dusíkové atmosféry o tlaku 3,5 baru by se musela navázat do hornin. Paul Birch navrhuje rozbít některý z ledových měsíců Saturnu a bombardovat Venuši jeho fragmenty tak, aby se na jejím povrchu vytvořila vrstva vody alespoň 100 m.

### Odstranění atmosféry
Odstranění atmosféry Venuše je možné provést řadou metod, pravděpodobně v kombinaci. Odstranění atmosférických plynů řízenými výbuchy by se pravděpodobně ukázalo velmi obtížné. Venuše má dostatečně velkou únikovou rychlost, takže odstranění atmosféry působením dopadů asteroidů bude málo účinné. Pollack a Sagan v roce 1993 vypočítali , že objekt o průměru 700 km, zasahující Venuši rychlostí větší než 20 km/s, by vystřelil celou atmosféru nad horizont (z pohledu v místě dopadu). Ale protože by se jednalo o méně než tisícinu celkové atmosféry a účinek dopadů by se snižoval, jak by hustota atmosféry klesala, bylo by nutné velké množství takto rozměrných asteroidů. Menší objekty by nefungovaly vůbec nebo by jich bylo potřeba ještě více.
Většina oddělené atmosféry by přešla na oběžnou dráhu kolem Slunce v blízkosti Venuše a bez dalšího zásahu by ji gravitační pole Venuše zachytilo a znovu by se stala součástí planety.
Odstranění atmosféry kontrolovaným způsobem by bylo také obtížné. Extrémně pomalá rotace Venuše komplikuje konstrukci vesmírného výtahu, protože geostacionární dráha planety leží příliš neprakticky daleko od povrchu. Použití elektromagnetického děla pro transport materiálu z povrchu je nevhodné z důvodu velmi husté atmosféry. Možným řešením je umístit elektromagnetická děla na balóny ve velkých výškách nebo na věže stabilizované balóny, které vyčnívají nad hustou atmosférou.

## Rotace
Venuše rotuje velmi pomalu jednou za 243 dní. Jeden siderický den Venuše tak trvá déle než venušský rok (243 dní proti 224,7 pozemského dne). Ale délka slunečního dne na Venuši je výrazně kratší než siderický den; pro pozorovatele na povrchu Venuše je čas od jednoho východu Slunce k následujícímu 116,75 dne. Pomalá rotace planety vede k extrémně dlouhým nocím a dnům, které by znemožňovaly adaptaci většiny známých rostlin a živočichů. Pomalá rotace také pravděpodobně přispívá k nedostatečnému magnetickému poli planety. Paul Birch proto navrhl zachování sluneční clony v Lagrangeově bodě L1 a doplnění slunečního zrcadla na polární dráze , které by zajišťovalo 24hodinový cyklus světla a tmy.
Zrychlení rotace planety by vyžadovalo o mnoho řádů více energie než je třeba ke konstrukci solárních zrcadel nebo dokonce k odstranění atmosféry. Nedávné vědecké výzkumy naznačují, že blízké průlety asteroidů nebo komet větších než 100 km mohou pohnout planetou na oběžné dráze nebo zrychlit její rotaci. G. David Nordley navrhl ve science-fiction, že rotace Venuše by mohla být urychlena (délka dne by se zkrátila na 30 pozemských dní) exportováním atmosféry Venuše do vesmíru.
Tento koncept také mnohem podrobněji zkoumal Paul Birch.